# Rūta Meilutytė

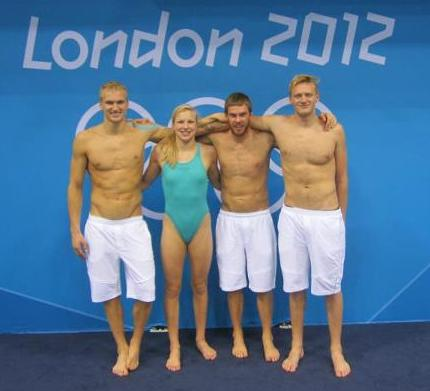
Meilutytė mit anderen litauischen Schwimmern während der Olympischen Sommerspiele 2012 in London.

Rūta Meilutytė (* 19. März 1997 in Kaunas) ist eine litauische Schwimmerin. Sie ist Gewinnerin der Goldmedaille über 100 Meter Brustschwimmen bei den Olympischen Spielen 2012 in London und elffache Weltmeisterin. Mit 29,16 s hält sie den Weltrekord über 50 m Brust und mit 1:04,35 min den Europarekord über 100 m Brust.

## Werdegang

### Privatleben
Rūta Meilutytės Mutter starb im Alter von 34 Jahren 2001 bei einem Autounfall. Meilutytė wuchs mit zwei älteren Brüdern Margiris und Mindaugas unter Aufsicht ihrer Großmutter und ihres Vaters Saulius Meilutis auf. Meilutytė lernte an der Milikoniai-Mittelschule in Šilainiai. Sie spielte vier Jahre Basketball, beendete das Training aber nach einem Beinbruch.
2008 zog ihr Vater nach England, um dort mit Behinderten zu arbeiten; 2010 folgte ihm seine Tochter.

### Sportliche Karriere
Mit Schwimmen begann Rūta, als sie sechs Jahre alt war. Neun Jahre lang trainierte sie in einem veralteten und für internationale Wettkämpfe nicht geeigneten Schwimmbad aus sowjetischer Zeit in Šilainiai. Ihr erster Trainer in Litauen war Giedrius Martinionis.
Meilutytė trainiert gegenwärtig mit einem Sportstipendium im Rahmen des Leander Swimming Programme am Plymouth College im englischen Plymouth.
Ihre ersten internationalen Erfahrungen machte Meilutytė im Rahmen der International Children’s Games 2010 in Manama/Bahrain, wobei sie zwei Goldmedaillen sowie eine Silbermedaille in den Disziplinen Brust und Freistil gewinnen konnte. 2011 sicherte sich Meilutytė beim Europäischen Olympischen Sommer-Jugendfestival 2011 in der nordosttürkischen Stadt Trabzon einen kompletten Medaillensatz und siegte dabei über die 100 m Brust. Sie qualifizierte sich anschließend für die Olympischen Sommerspiele 2012 in London, ohne jemals zuvor an Welt- oder Europameisterschaften teilgenommen zu haben. Im Halbfinale verbesserte sie ihre Bestzeit auf einen neuen Europarekord und zog überlegen ins Finale ein. In diesem startete sie auf Grund ihrer Vorleistungen als Mitfavoritin und konnte vor Rebecca Soni, der amtierenden Weltmeisterin über diese Strecke, gewinnen. Meilutytė ist die erste Schwimm-Olympiasiegerin des unabhängigen Litauens. Über 100 m Freistil schied Meilutytė wenige Tage nach ihrem Olympiasieg mit dem 29. Platz im Vorlauf aus. Auch über die halbe Distanz kam sie trotz persönlicher Bestleistung nicht über den Vorlauf und Platz 26 hinaus.
Bei den Kurzbahnweltmeisterschaften 2012 stellte sie im Halbfinale mit 29,51 s einen neuen Europarekord über 50 m Brust auf, den sie bei ihrem Sieg im Finale nochmals um sieben Hundertstelsekunden verbesserte. Auch über 100 m Brust gewann sie erneut in Europarekordzeit von 1:03,52 min die Goldmedaille. Zudem belegte sie über 100 m Lagen den zweiten Platz.
Bei den Weltmeisterschaften 2013 in Barcelona stellte sie im Halbfinale mit 1:04,35 min einen neuen Weltrekord über 100 m Brust auf und wurde später Weltmeisterin. Im Halbfinale über 50 m verbesserte sie mit 29,48 s den erst einige Stunden vorher von Julija Jefimowa mit 29,78 s in einem Vorlauf aufgestellten Weltrekord.
Im Finale gewann sie knapp hinter Jefimowa die Silbermedaille. Beide von Meilutyte aufgestellten Weltrekorde wurden inzwischen von der Amerikanerin Lilly King verbessert. Im Oktober 2013 verbesserte sie beim Schwimm-Weltcup in Moskau den von Rebecca Soni 2009 aufgestellten Kurzbahn-Weltrekord über 100 m Brust um 34 Hundertstelsekunden auf 1:02,36 min.
Bei den Weltmeisterschaften 2015 in Kasan gewann sie über 100 m Brust in 1:06,36 min die Silbermedaille hinter Jefimowa. Bei den Kurzbahnweltmeisterschaften 2018 wurde sie Vize-Weltmeisterin über 50 m Brust.
Im Mai 2019 teilte die Fina mit, dass Meilutytė innerhalb eines Jahres dreimal nicht für eine Dopingkontrolle angetroffen wurde. Am 22. Mai 2019 beendete sie ihre Karriere aus persönlichen Gründen. Später entschied sie sich, ihre Karriere doch fortzusetzen, und nahm 2022 an den Weltmeisterschaften in Budapest teil, bei denen sie eine Gold- und eine Bronzemedaille gewann. Bei den Weltmeisterschaften 2023 und 2024 siegte sie über 50 m Brust. Bei den Olympischen Spielen 2024 in Paris schied Meilutytė über 100 Meter Brust im Halbfinale aus.
Bis 2018 war ihr Trainer Paulius Andrijauskas, bestellt vom Litauischen Schwimmen-Verband (LPF). Seit 2018 arbeitete sie mit David Marsh (University of California, San Diego) in den USA zusammen.

## Rekorde
| Weltrekorde Langbahn      | Weltrekorde Langbahn | Weltrekorde Langbahn | Weltrekorde Langbahn |
| ------------------------- | -------------------- | -------------------- | -------------------- |
| 50 m Brust                | 29,16 s              | 30. Juli 2023        | Fukuoka              |
| Europarekorde Langbahn    |                      |                      |                      |
| 50 m Brust                | 29,48 s              | 3. August 2013       | Barcelona            |
| 100 m Brust               | 1:04,35 min          | 29. Juli 2013        | Barcelona            |
| Weltrekorde Kurzbahn      |                      |                      |                      |
| 50 m Brust                | 28,37 s              | 17. Dezember 2022    | Melbourne            |
| 100 m Brust               | 1:02,36 min          | 12. Oktober 2013     | Moskau               |
| Europarekorde Kurzbahn    |                      |                      |                      |
| 50 m Brust                | 29,44 s              | 13. Dezember 2012    | Istanbul             |
| Weitere nationale Rekorde |                      |                      |                      |
| 50 m Freistil             | 25,67 s              | 28. Juli 2011        | Trabzon              |
| 100 m Freistil            | 55,57 s              | 7. März 2012         | London               |
| 200 m Freistil            | 2:02,68 min          | 7. Mai 2012          | Plymouth             |
| Stand: 30. Juli 2023      |                      |                      |                      |

## Auszeichnungen
- 2012, 2013, 2014: Litauens Sportler des Jahres
- 2012: Piotr-Nurowski-Preis[11][12]